# ولادیمیر ساموئیلوف
ولادیمیر ساموئیلوف (روسی: Влади́мир Я́ковлевич Само́йлов؛ ۱۵ مارس ۱۹۲۴ – ۸ سپتامبر ۱۹۹۹) بازیگر اهل اتحاد جماهیر شوروی سوسیالیستی بود. وی بین سال‌های ۱۹۴۸ تا ۱۹۹۹ میلادی فعالیت می‌کرد.
از فیلم‌ها یا برنامه‌های تلویزیونی که وی در آن نقش داشته‌است می‌توان به آزادی، سیبریایی اشاره کرد.
وی همچنین برندهٔ جوایزی همچون جایزه هنرمند مردمی اتحاد جماهیر شوروی، نشان جنگ میهنی، جایزه دولتی اتحاد شوروی، و هنرمند مردمی جمهوری شوروی فدراتیو سوسیالیستی روسیه شده‌است.